# 心の翼 (アルバム)
『心の翼』（英語: Ecce Cor Meum）は、2006年に発表されたポール・マッカートニーのクラシック・アルバム。原題の「Ecce Cor Meum（エッチェ・コール・メウム）」は「我が心を見よ」という意味のラテン語。

## 解説
1998年にオックスフォード大学モードリン・カレッジの創立550周年祝賀のために、学長から作曲を依頼された、全体を4つの楽章と間奏から成る作品として製作に8年費やした作品。全体の前半と後半をつなぐ間奏の楽曲「インタールード (嘆き)」は、1998年に亡くなった妻リンダ・マッカートニーへの鎮魂歌。
2007年に、英クラシック音楽の祭典「クラシック・ブリット」賞の、年間最優秀アルバムを獲得。米ビルボードのクラシックチャートで最高2位。

## 収録曲
1. 魂  – "Spiritus" – 12:00
2. 神の恩恵 – "Gratia"  – 10:50
3. インタールード (嘆き) – "Interlude (Lament)" – 3:56
4. 音楽 – "Musica"  – 15:14
5. 心の翼 – "Ecce Cor Meum" - 14:50

## パーソネル
- ギャビン・グリーナウェイ 指揮
- アカデミー室内管弦楽団
- キングス・カレッジ少年合唱団
- モードリン・カレッジ少年合唱団
- ロンドン・ヴォイシズ
- ケイト・ロイヤル (ソプラノ)
- コルム・カリー (オルガン)